# Masters de Canadá 1991

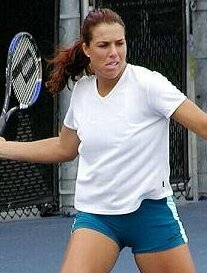
Jennifer Capriati

El Abierto de Canadá 1991 fue un torneo de tenis jugado sobre pista dura. Fue la edición número 102 de este torneo. El torneo masculino formó parte de los Super 9 en la ATP. La versión masculina se celebró entre el 22 de julio y el 28 de julio de 1991.

## Campeones

### Individuales masculinos
Andrei Chesnokov vence a  Petr Korda, 3–6, 6–4, 6–3.

### Dobles masculinos
Patrick Galbraith /  Todd Witsken vencen a  Grant Connell /  Glenn Michibata, 6–4, 3–6, 6–1.

### Individuales femeninos
Jennifer Capriati vence a  Katerina Maleeva, 6–2, 6–3.

### Dobles femeninos
Larisa Savchenko-Neiland /  Natalia Zvereva vencen a  Claudia Kohde-Kilsch /  Helena Suková, 1–6, 7–5, 6–2.